# Вайтлі Тауншип (округ Грін, Пенсільванія)
Вайтлі Тауншип (англ. Whiteley Township) — селище (англ. township) в США, в окрузі Грін штату Пенсільванія. Населення — 569 осіб (2020).

## Демографія
Згідно з переписом 2010 року, у селищі мешкало 649 осіб у 253 домогосподарствах у складі 190 родин. Було 276 помешкань
Расовий склад населення:
| - 99,1 % — білих - 0,2 % — чорних або афроамериканців |

До двох чи більше рас належало 0,8 %. Частка іспаномовних становила 0,8 % від усіх жителів.
За віковим діапазоном населення розподілялося таким чином: 21,9 % — особи молодші 18 років, 63,8 % — особи у віці 18—64 років, 14,3 % — особи у віці 65 років та старші. Медіана віку мешканця становила 44,2 року. На 100 осіб жіночої статі у селищі припадало 102,8 чоловіків;  на 100 жінок у віці від 18 років та старших — 102,0 чоловіків також старших 18 років.
Середній дохід на одне домашнє господарство  становив 86 373 долари США (медіана — 67 273), а середній дохід на одну сім'ю — 75 364 долари (медіана — 68 214). За межею бідності перебувало 7,9 % осіб, у тому числі 3,5 % дітей у віці до 18 років та 22,2 % осіб у віці 65 років та старших.
Цивільне працевлаштоване населення становило 347 осіб. Основні галузі зайнятості: освіта, охорона здоров'я та соціальна допомога — 23,3 %, будівництво — 13,3 %, роздрібна торгівля — 12,7 %.